# Convent de Sant Joaquim dels Mínims
El convent de Sant Joaquim dels Mínims (actualment també parròquia de Santa Isabel d'Aragó) és una de les edificacions més antigues i majestuoses del Guinardó. Arribaren al barri l'any 1901 i, abans d'acabar les obres, l'església fou cremada durant la Setmana Tràgica de 1909. Obriren una de les primeres escoles del barri, la de l'Ave Maria, i tenien una farmàcia amb productes naturals elaborats pels mateixos frares.